# Łazarz (Gurkin)
Łazarz, imię świeckie Aleksander Nikolajewicz Gurkin, ros. Александр Николаевич Гуркин (ur. 13 marca 1969 w Starym Drakinie) – rosyjski biskup prawosławny.

## Życiorys
Urodził się w rodzinie urzędniczej. Po ukończeniu szkoły średniej (1987) i odbyciu zasadniczej służby wojskowej (zakończył ją w 1989) złożył 27 marca 1991 wieczyste śluby mnisze z imieniem Łazarz. 30 marca 1991 biskup sarański i mordowski Warsonofiusz wyświęcił go na hierodiakona, zaś 4 kwietnia tego samego roku – na hieromnicha. Do 1992 przebywał na stałe w Monasterze Sanaksarskim, pełniąc w klasztorze obowiązki ekonoma. Od 1992 do 1993 był proboszczem parafii Ikony Matki Bożej „Godne Jest” w jego rodzinnej wsi oraz dziekanem cerkwi w rejonie krasnosłobodzkim. W 1993 mianowany przełożonym Czufarowskiego Monasteru Trójcy Świętej, którym pozostawał do 2000. W wymienionym roku został przełożonym monasteru św. Jana Teologa w Sarańsku. W 2001 ukończył seminarium duchowne w Samarze, zaś w 2005 uzyskał dyplom Moskiewskiej Akademii Duchownej.
27 maja 2009 Święty Synod Rosyjskiego Kościoła Prawosławnego na prośbę metropolity tallińskiego i całej Estonii Korneliusza (Jakobsa) wyznaczył dla jego eparchii biskupa pomocniczego z tytułem biskupa narewskiego, którym został nominowany właśnie archimandryta Łazarz (Gurkin). Uroczysta chirotonia miała miejsce 21 lipca 2009 w soborze Chrystusa Zbawiciela w Moskwie z udziałem patriarchy moskiewskiego i całej Rusi Cyryla.
30 maja 2011 Święty Synod Rosyjskiego Kościoła Prawosławnego, na wniosek metropolity tallińskiego i całej Estonii Korneliusza, zdecydował o organizacji w Estonii samodzielnej eparchii narewskiej. Biskup Łazarz stanął na jej czele jako ordynariusz, zachowując dotychczasowy tytuł.
W 2018 r. był jednym z dwóch kandydatów na urząd metropolity tallińskiego i całej Estonii, po śmierci metropolity Korneliusza. W tajnym głosowaniu na soborze duchowieństwa i świeckich tegoż Kościoła, jaki odbył się 29 maja 2018 r. w soborze św. Aleksandra Newskiego w Tallinnie, uzyskał 37 głosów i przegrał z kontrkandydatem, arcybiskupem wieriejskim Eugeniuszem.